# Tine Freil
Tine Freil (* 9. März 1970 in Kopenhagen) ist eine ehemalige dänische Basketballspielerin.

## Werdegang
Freils Vater Peter spielte ebenso Basketball wie ihre Mutter Ulla. Bei den Frauen von BK Amager spielte Tine Freil zeitweise gemeinsam mit ihrer Mutter. Bei einer USA-Reise trat Tine Freil mit der Auswahl des dänischen Basketballverbands im Jahr 1989 gegen NCAA-Hochschulmannschaften an und erhielt daraufhin ein Angebot der University of the Pacific. Sie studierte und spielte von 1989 bis 1993 an der Hochschule im US-Bundesstaat Kalifornien. Dort machte sich die 1,80 Meter große Aufbauspielerin mit herausragenden statistischen Werten einen Namen, gab im Mittel 9,8 Korbvorlagen je Begegnung und setzte sich mit einer Gesamtzahl von 1088 an die Spitze der ewigen Bestenliste der Big West Conference. Auch bei der Punktausbeute kam die Dänin mit 1291 auf einen vierstelligen Wert. 2005 wurde Freil in die Ruhmeshalle der Sportabteilung der University of the Pacific aufgenommen.
Sie ging nach Dänemark zurück, spielte beim BC Kopenhagen, mit dem sie 1994/95 sowie 1995/96 am europäischen Vereinswettbewerb Ronchetti-Cup teilnahm. 1995 und 1997 wurde Freil als Spielerin des Jahres der höchsten dänischen Spielklasse, Dameligaen, ausgezeichnet. 1998 spielte Freil bei den Sacramento Monarchs in der US-Liga WNBA vor, weilte von Anfang Mai bis Anfang Juni 1998 bei den Kalifornierinnen, wurde aber noch vor dem Saisonbeginn wieder aus dem Aufgebot gestrichen.
Von 1998 bis 2000 spielte sie für Falcon und wurde mit dem Verein aus Frederiksberg 1999 dänische Meisterin. Sie wechselte 2000 nach Schweden, wo sie bis 2002 in Malmö bei Malbas spielte. Von 2002 bis 2007 stand Freil in der dänischen Liga in Diensten des Virum Basketball Klubs und wurde mit dem Verein in der dänischen Meisterschaft dreimal Zweite.
Zum Abschluss ihrer Leistungssportlaufbahn spielte Freil von 2007 bis 2009 erneut für den BK Amager und wurde im letzten Spiel ihrer Laufbahn im Mai 2009 noch einmal dänische Meisterin. Freil war dänische Nationalspielerin und Kapitänin der Auswahl.